# Lacanche
Lacanche (la.kɑ̃ʃⓘ) es una localidad y comuna de Francia, en la región de Borgoña, departamento de Côte-d'Or, en el distrito de Beaune y cantón de Arnay-le-Duc. Está integrada en la Communauté de communes du Pays d’Arnay.

## Demografía
Su población en el censo de 1999 era de 629 habitantes.
| 888 | 943 | 972 | 808 | 626 | 629 |
| Para los censos de 1962 a 1999 la población legal corresponde a la población sin duplicidades (Fuente: INSEE [Consultar]) |     |     |     |     |     |